# Brachycorythis obcordata
Brachycorythis obcordata là một loài thực vật có hoa trong họ Lan. Loài này được (Lindl.) Summerh. mô tả khoa học đầu tiên năm 1955.